# Alconada
Alconada és un municipi de la província de Salamanca a la comunitat autònoma de Castella i Lleó. Limita al nord amb Cordovilla i Ventosa del Río Almar, a l'est amb Nava de Sotrobal, al sud amb Coca de Alba i Peñarandilla i a l'oest amb Garcihernández i Encinas de Abajo.
| 1991 | 1996 | 2001 | 2004 |
| ---- | ---- | ---- | ---- |
| 257  | 238  | 214  | 207  |